# Johann Baptist von Pfeilschifter
Johann Baptist Pfeilschifter, ab 1829 von Pfeilschifter (* 27. September 1792 in Höfen bei Cham (Oberpfalz); † 16. November 1874 in Regensburg), war ein deutscher Publizist.

## Leben
Pfeilschifter stammte aus einer bäuerlichen Familie. Er absolvierte das Straubinger Gymnasium, bevor er 1809 das Studium der Philosophie, Geschichte und insbesondere der Rechtswissenschaft an der Universität Landshut aufnahm. Dort wurde er 1815 zum Dr. iur. promoviert. 1816 kam er zu Heinrich Zschokke nach Aarau. Dort wurde er Mitarbeiter der Aarauer Zeitung. Er wechselte 1817 nach Weimar. Dort war er Mitarbeiter des Weimarer Oppositionsblattes und gründete 1818/1819 die ultraliberale Zeitschrift Zeitschwingen, die später von Ludwig Börne übernommen wurde. Daneben arbeitete er für das Brockhaus Conversationslexikon sowie für die Zeitschrift Zeitgenosse.
Pfeilschifter reist 1820 über die Niederlande, Frankreich nach Spanien und berichtete dort für die Augsburger Allgemeine Zeitung von der Spanischen Revolution. Die dortigen Erlebnisse führte zu einem Wandel in der Einstellung Pfeilschifters. Er vertrat in der Folge nicht mehr eine liberale, sondern eine katholisch-monarchistische Position. Durch Fürst Metternich und Friedrich von Gentz unterstützt, konnte er nach seiner Rückkehr ab 1822 Der Staatsmann, Zeitschrift für Politik und Tagesgeschehen in Offenbach am Main herausgeben, die katholische und monarchische Positionen vertrat und sich gegen die Revolutionäre wendete. Ab 1831 erschien die Zeitschrift als Zuschauer am Main bis 1838. Er erhielt außerdem aus Wien das Gehalt eines Hofsekretärs.
Pfeilschifter wurde 1825 vom Herzog Ferdinand von Anhalt-Köthen zum Legationsrat ernannt. 1829 nobilitierte der Herzog Pfeilschifter. Anschließend sollte er die Gesandtschaft in Frankreich übernehmen. Dieser Plan konnte allerdings durch den Tod des Herzogs nicht verwirklicht werden. Nach den Revolutionen 1848/1849 wurden ihm die Gehälter aus Köthen und Wien gestrichen, wodurch sich die finanzielle Situation Pfeilschifters stark verschlechterte. Von 1830 bis 1840 lebte er im Sommer in der Regel in Aschaffenburg und im Winter in Mannheim, von 1841 bis 1851 lebte er in Würzburg, bevor er nach Darmstadt übersiedelte. Zuletzt lebte er in Regensburg. 
Mit Adam von Müller gab er um 1829 kurzzeitig den Litteratur- und Kirchen-Correspondent heraus. Zudem war er von 1831 bis 1837 Chefredakteur der Aschaffenburger Katholischen Kirchenzeitung, von 1837 bis 1841 des Herold des Glaubens. Auch war er von 1837 bis 1839 Herausgeber der Cölestine. Für die Zeitschrift Der Katholik schrieb er teilweise unter Pseudonym oder anonym. Er unterhielt Beziehungen zum Mainzer Kreis und Wiener Kreis.
Die Komponistin und Pianistin Julie von Pfeilschifter war seine Tochter.

## Werke (Auswahl)
- Auch ein Wort über das baierische Konkordat und dessen Gegner, Leutner, München 1818.
- Erinnerung an des Markgrafen von Brandenburg Christian Wilhelm Bekehrung zum katholischen Glauben und an dessen Schrift, betitelt: Speculum veritatis Brandenburgicum, Hauch, Offenbach 1828.
- Zurechtweisungen für Freunde und Feinde des Katholizismus, Hauch, Offenbach 1831.
- Denkwürdigkeiten aus der spanischen Revolution, Pergay, Aschaffenburg 1836.
- Betrachtungen über die Revolutionen in Spanien, Portugal, Frankreich und den Niederlanden, Pergay, Aschaffenburg 1839.
- Bayerischer Plutarch, oder Lebensbeschreibungen denkwürdiger und verdienter Bayern, Krebs, Aschaffenburg 1861.
- Beiträge zu einer Geschichte der Freimaurerei in Österreich, Coppenrath, Regensburg 1868.